# Taye Taiwo
Taye Ismaila Taïwo (Lagos, 16 de abril de 1985) é um ex-futebolista nigeriano que atuava como lateral-esquerdo. 

## Carreira
Taiwo representou a Seleção Nigeriana no Campeonato Africano das Nações de 2010.

## Títulos
Olympique de Marseille
- Copa Intertoto da UEFA: 2005
- Campeonato Francês: 2009-10
- Copa da Liga Francesa: 2009-10, 2010-11
- Supercopa da França: 2010

Milan
- Supercopa da Itália: 2011